# Octavia V. Rogers Albert

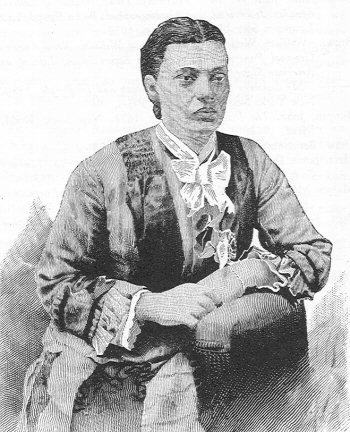
Octavia V. Rogers Albert

Octavia Victoria Rogers Albert (Geburtsname: Octavia Victoria Rogers; * 24. Dezember 1853 in Oglethorpe, Georgia; † 19. August 1889 (nach anderen Angaben: 1890 (?))) war eine US-amerikanische Autorin und afroamerikanische Aktivistin. Sie dokumentierte die Sklaverei in den Vereinigten Staaten durch eine Sammlung von Interviews mit Ex-Sklaven in ihrem Buch The House of Bondage, or Charlotte Brooks and Other Slaves, das 1890 posthum veröffentlicht wurde.

## Leben

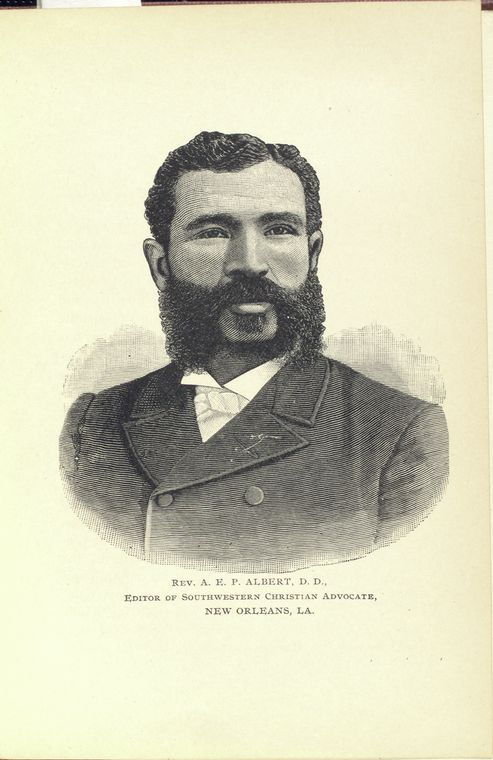
Alberts Ehemann Reverend A. E. P. Albert war Pastor der Methodist Episcopal Church und Herausgeber des Southwestern Christian Advocate.

Octavia Victoria Rogers Albert wurde mit dem Geburtsnamen Octavia Victoria Rogers als Tochter von Sklaven geboren. Details ihres Lebens sind skizzenhaft und über ihre Eltern oder ihre Kindheit ist über das Datum und den Ort ihrer Geburt hinaus und die Tatsache, dass sie in Knechtschaft hineingeboren wurde, wenig bekannt. Es ist daher von Bedeutung, dass sie 1870 als Siebzehnjährige, nur fünf Jahre nach der Abschaffung der Sklaverei durch den 13. Zusatzartikel zur Verfassung der Vereinigten Staaten und der Eröffnung der Atlanta University, zu den 170 Studenten gehörte, die an dieser Institution eingeschrieben waren. Weitere Details ihres Lebens sind ebenso skizzenhaft. Die meisten Informationen über sie stammen aus The House of Bondage, dem Buch, das sie berühmt gemacht hat. Aus dieser Quelle erfahren wir, dass sie 1873 in Montezuma, Georgia unterrichtete und dort 1874 ihren Lehrerkollegen A. E. P. Albert heiratete. Aus dieser Ehe ging eine Tochter hervor.
Etwa 1877 wurde A. E. P. Albert zum Pastor der African Methodist Episcopal Church ordiniert, woraufhin die Familie nach Houma und später nach New Orleans zog. Ob Octavia Albert danach wieder als Lehrerin gearbeitet hat, ist unklar. Höchstwahrscheinlich tat sie dies nicht, weil es in den Schulsystemen, insbesondere im Süden, selten vorkam, verheiratete Frauen zu beschäftigen, und weil ihr Ehemann schnell eine soziale Bedeutung erlangte, die sie davon abgehalten hätte, Lohnempfänger zu werden. A. E. P. Albert wurde ein religiöser und politischer Führer, hatte einen Abschluss als Doctor of Divinity (D.D.) in Theologie, war Treuhänder der New Orleans University, eine der historisch afroamerikanischen Colleges und Hochschulen und diente als Herausgeber des Southwestern Christian Advocate. Wie es ihrer sozialen Position entsprach, machte Octavia Albert mit ihrer Familie Urlaub in Ferienorten wie dem Bay St. Louis in Mississippi, besuchte Vorträge sowie Empfänge und beteiligte sich im Allgemeinen an den religiösen Reformbemühungen, die für die Frau eines Geistlichen angemessen waren. Sie machte ihr Zuhause zu einem Aktivitätszentrum, wo Menschen aller Klassen und Schichten willkommen waren, die Bibel zu studieren, Lesen und Schreiben zu lernen und aktuelle Ereignisse zu diskutieren. Aus genau diesem Gemeinschaftsengagement entstand die Idee für The House of Bondage. Alberts Sympathien und Interessen waren durch die häufigen Gespräche, die sie mit älteren ehemaligen Sklaven führte, einschließlich Charlotte Brooks, die mit Albert über ihre Erfahrungen mit der Sklaverei in Virginia und Louisiana sprach, gewachsen. Albert kündigte an, dass sie beabsichtige, die Geschichte von Charlotte Brooks – so genau wie möglich – in Brooks’ eigenen Worten zu schreiben. Jahre später sagte Albert: „Mein Interesse an und Gespräche mit Tante Charlotte, Tante Sallie, Onkel John Goodwin, Onkel Stephen und den anderen Charakteren, die in dieser Geschichte dargestellt werden, veranlassten mich, viele andere Leute zu interviewen, die mir zusätzliche Fakten und Fakten lieferten Vorfälle mit den Farbigen, sowohl in der Freiheit als auch in der Sklaverei“ (My interest in, and conversations with, Aunt Charlotte, Aunt Sallie, Uncle John Goodwin, Uncle Stephen, and the other characters represented in this story led me to interview many other people [who gave] me additional facts and incidents about the colored people, in freedom as well as in slavery).
Der vollständige Titel von Alberts Buch offenbart die Großartigkeit ihres Projekts: The House of Bondage; or, Charlotte Brooks and Other Slaves: Original and Life-Like, as They Appeared in Their Old Plantation and City Slave Life; Together with Pen-Pictures of the Peculiar Institution, with Sights and Insights into Their New Relations as Freedmen, Freemen, and Citizens („Das Haus der Knechtschaft; oder, Charlotte Brooks und andere Sklaven: Original und lebensecht, wie sie in ihrer alten Plantage und ihrem Sklavenleben in der Stadt erschienen; Zusammen mit Federbildern der eigentümlichen Institution, mit Sehenswürdigkeiten und Einblicken in ihre neuen Beziehungen als Freigelassene, Ehrenbürger und Bürger“). Einige Monate nach ihrem Tod wurde Alberts House of Bondage im Southwestern Christian Advocate veröffentlicht. Es erwies sich als so beliebt, dass „aus allen Richtungen Briefe auf den Herausgeber einströmten, die ihn drängten, es in Buchform zu bringen“ (letters poured in upon the editor from all directions, urging him to put it in book form). Der Band wurde 1890 posthum veröffentlicht. Der Umfang von Alberts Projekt, das die ländliche und städtische Sklaverei abdeckt und mündliche Zeugnisse verwendet, unterscheidet ihre Arbeit von anderen Studien dieser Zeit. In den 1880er Jahren war die Sklaverei wieder ein beliebtes Thema für viele Schriftsteller geworden, aber die meisten gehörten der sogenannten „Plantation School“ an, die den Süden als einen Ort der Ritterlichkeit und die Sklaverei als eine wohlwollende, paternalistische Institution betrachteten. Gleichzeitig rechtfertigten ein Großteil der zeitgenössischen Medien und viele Politiker die Rassendiskriminierung und die zunehmende Gewalt gegen Afroamerikaner damit, dass ehemalige Sklaven eine tiefe Feindseligkeit und Rachepläne hegten und ohne Moral, Selbstdisziplin oder Ehrgeiz waren. Sie erklärte, dass „nur diejenigen, die während der Zeit der Sklaverei im Süden lebten“ (none but those who resided in the South during the time of slavery), ihren Schrecken genau bezeugen könnten, und machte sich daran, dies richtigzustellen, indem sie die Interviews mit den ehemaligen Sklaven veröffentlichte, ihren Zustand seit der Sklaverei beschrieb und die Sklaverei Errungenschaften hatten, für die sie und ihre Nachkommen trotz großer und steigender Chancen gekämpft hatten.
Laut dem Historiker John Blassingame war Octavia Albert „einer der wenigen gut ausgebildeten Interviewer“ (one of the few well-trained interviewers) im Land. Die Geschichten entfalten sich im Dialog zwischen ihr und den Interviewten. Die Haupterzählung ist die von Charlotte Brooks. Das halbe Dutzend anderer ausführlicher Berichte und die Vielzahl von Vorfällen im Leben anderer, die sie kannten oder von denen sie gehört hatten, dienen in erster Linie dazu, das Material, das Brooks liefert, zu ergänzen oder zu unterstreichen. Albert verwendete Gedichte, Lieder, Reden und anderes Material zur Dokumentation, für den Kontext und für die Textur. Während sie mit ihrer Arbeit negative Stereotypen bekämpfen wollte, betonte Albert ein anderes Ziel. Sie argumentierte, dass es von entscheidender Bedeutung sei, dass die Geschichte derer, die die Sklaverei überlebten, und derjenigen, die die rassistische Unterdrückung überwanden, geschätzt und an „die Kinder unserer Kinder“ (our children’s children) weitergegeben werde, nicht nur, um den Bericht klarzustellen, sondern um Afroamerikaner zu inspirieren. Ihr Buch postuliert „Bildung, Eigentum und Charakter“ (education, property, and character) als die „Trinität der Macht“ (trinity of power), durch die Afroamerikaner ihren rechtmäßigen Platz in der Gesellschaft erlangen könnten.
Im Vorwort einer 2005 bei Lightning Source erschienenen Neuauflage schreibt der Verlag: „Mit einer feurigen, rechtschaffenen Wut machte sich die ehemalige Sklavin Octavia Albert daran, nach der Emanzipation die wahren Geschichten derer zu sammeln, die diese ‚schreckliche Institution‘ am meisten betroffen hatte. Aus diesem Rohmaterial entstand The House of Bondage, eine Widerlegung von Onkel Toms Hütte und eine Antwort auf andere literarische Werke jener Zeit, die vorgaben, den Schrecken der Sklaverei aufzuzeigen, obwohl ihre Autoren nie einen Fuß in den Süden gesetzt hatten. Erstmals 1890 veröffentlicht, ist dies ein wichtiges Beispiel für ein traurig kleines Genre: die Literatur des 19. Jahrhunderts von afroamerikanischen Frauen.“ Nach Anne C. Bailey repräsentierte die Entwicklung und Veröffentlichung von The House of Bondage innerhalb der Literatur über die Sklaverei in den USA den „seltensten Fall – eine Ex-Sklavin, die zur Dolmetscherin ihrer eigenen Erfahrung und der Erfahrung anderer wird“ (rarest of circumstances – an ex-slave who becomes an interpreter of her own experience and the experience of others).

## Veröffentlichung
- The House of Bondage, Lightning Source, 2005, ISBN 978-1-59605-254-3 (Onlineversion)
- American Slaves Tell Their Stories. Six Interviews, Dover Publications, 2012, ISBN 978-0-486-14539-6 (Onlineversion)

## Hintergrundliteratur
- Monroe Majors: Noted Negro Women, 1893
- Slave Testimony. Two Centuries of Letters, Speeches, Interviews, and Autobiographies, S. LXI, 1977, ISBN 978-0-8071-0273-2 (Onlineversion)
- Frances Smith Foster: The House of Bondage, Einführung, 1988
- Vivian Njeri Fisher: Albert, Octavia Victoria Rogers, in: Darlene Clark Hine (Hrsg.): Black Women in America, 1993
- Freedom’s Journey. African American Voices of the Civil War, S. 541 ff., 2004, ISBN 978-1-56976-995-9 (Onlineversion)
- Unsung. Unheralded Narratives of American Slavery & Abolition, S. 359 ff., 2021, ISBN 978-0-525-50769-7 (Onlineversion)